# Rebaque
Team Rebaque foi uma equipe mexicana de Fórmula 1 com sede em Leamington Spa, criada para proporcionar um volante ao jovem milionário mexicano Hector Rebaque. Participou em 30 Grandes Prêmios (largando em 18), competindo inicialmente com carros da Lotus. O Rebaque HR100 foi o único carro construído pela equipa e foi também o último utilizado, nas útlimas 3 corridas da escuderia, que teve como melhor resultado um sexto lugar no Grande Prêmio da Alemanha, rendendo seu único ponto na Fórmula 1.